# Vues d'Afrique

Logo

Vues d’Afrique est un organisme à but non lucratif, basé à Montréal, qui contribue à faire connaître les cultures africaines et créoles à travers des activités grand public. Il produit le festival Vues d'Afrique chaque année au mois d'avril.

## Historique
Fondée en 1984, ses activités s’exercent essentiellement dans le domaine du cinéma, des arts de la scène, des arts visuels et de la littérature. Son principal évènement est le Festival Vues d'Afrique, qui depuis 25 ans a servi de vitrine à tous les grands cinéastes africains et créoles. Ce festival de cinéma annuel canadien a lieu principalement à Montréal.
En 2009, Vues d’Afrique a fêté son 25e anniversaire à l’occasion de la 25e édition de son festival. En un quart de siècle, le festival a présenté une totalité de 3000 films, ce qui a permis à plus de 500 réalisateurs et producteurs africains et créoles d’avoir une visibilité en Amérique du Nord tels que Ousmane Sembene (Sénégal), Henri Duparc (Côte d’Ivoire), Mohammed Chouick (Algérie), Gaston Kaboré (Burkina Faso), Bassek ba Kobhio (Cameroun), Said Naciri (Maroc) et Abderamane Sissoko (Mauritanie).
Dès sa création, Vues d’Afrique s’est donné pour mandat de diffuser et promouvoir la culture africaine et créole d’ici et d’ailleurs, et de contribuer à la diversité culturelle et à l’ouverture des Canadiens et des Montréalais en particulier à la réalité multiculturelle. Encore aujourd’hui, ses activités offrent un lieu de rencontre entre cultures diverses, impliquant en particulier les communautés d’origine africaine et créole dont l’intégration constitue l’un des plus grands défis du Canada d’aujourd’hui.
Sur le plan professionnel Vues d’Afrique organise des activités destinées à favoriser des liens entre créateurs de cultures diverses au Canada, et entre créateurs d’ici, africains, européens et ceux du monde créole. Il agit aussi pour la promotion d’artistes canadiens d’origine africaine et créole dans différentes disciplines et travaille à l’éveil artistique des jeunes Canadiens à travers des ateliers d’arts visuels et de musique animés par des artistes d’origine africaine et créole.

## Les activités de Vues d’Afrique
Vues d’Afrique œuvre dans plusieurs domaines soit l’évènementiel, l’éducation et l’action sociale. Sa programmation diversifiée lui permet d’être le plus grand festival du cinéma africain à se tenir hors de l’Afrique. En offrant une panoplie d’activités, cela lui permet aussi d’être à la portée de tous.
Vues d’Afrique présente à chaque année le Festival de Cinéma PanAfrica International. Durant dix jours, des films sont présentés au grand public. À la suite des projections, plusieurs cinéastes, réalisateurs, journalistes du Canada, d’Afrique et d’Europe prennent part aux débats et colloques.
Le Rallye-Expos propose dans une tout autre optique aux amateurs d’art, une série d’expositions par des artistes africains et créoles ainsi que des présentations à caractère pédagogique dans des lieux propices tels que Musées, maisons de la culture, galeries et cafés.
Durant l’été, Vues d’Afrique offre les Ciné-spectacles au clair de lune au théâtre de la Verdure au Parc Lafontaine. Durant quatre jours, le public montréalais peut assister à des soirées gratuites en plein air et faire des découvertes musicales, cinématographiques et culinaires.
Dans un domaine d’action éducatif, Vues d’Afrique offre de nombreuses activités dans les écoles primaires et secondaires. Le programme d’éducation interculturelle « Des goûts et des couleurs » présente aux jeunes de toute origine, des activités dirigées telles que projections, expositions, ateliers musicaux, contes et rencontres-débats qui les sensibilisent aux autres cultures et leur donnent le goût de vivre ensemble.

## Palmarès

### 2011
Le film Paris mon paradis d'Éléonore Yameogo, réalisatrice Burkinabè, est primé Meilleur documentaire .

### 2014
Sélection internationale fiction :
- Long-métrage : C'est eux les chiens de Hicham Lasri ;
- Court-métrage : Les jours d'avant de Karim Moussaoui ;
  - Mention : Qanis de Reda Mustafa ;

- Meilleure actrice : Nadège Beausson-Diagne (Family show) ;
- Meilleur acteur : Hassan Ben Badida (C’est eux les chiens).

Jury : Denis Chouinard, Jean R. Guion et Sheila Petty.

Sélection internationale documentaire :
- Long-métrage : Tango Negro de Dom Pedro ;
  - Mention : Assistance mortelle de Raoul Peck ;

- Court-métrage : La larme du bourreau de Layth Abdulamir ;
  - Mention : Lokkol de Francesco Sincich.

Jury : Carmen Garcia, Michel Leclerc et Nahed Noureddine.

Afrique connexion
- Long-métrage : Malagasy Mankany de Haminiaina Ratovoarivony ;
  - Mention : Et si Dieu n'existait pas de Alain Guikou ;

- Court-métrage : L’autre femme de Marie Ka ;
  - Mention : La radio de Armand Brice Tchikamen et Fidele Kofi,
  - Mention : Hold strong de Marius Bonfeu ;

- Meilleure série et feuilleton télé : C'est ça Kin de Aly Zazi ;
  - Mention : Les chansonnettes de Samuel A. Wilsi.

Jury : Martin Chevalier, Stéphanie Otou et Alya Trad.

Regards d'ici
- Long-métrage prix Via-le-Monde : Vie pigmentée de Vic Sarin ;
- Long-métrage prix ONF : Pour une nouvelle Séville de Kathy Wazana ;
- Moyen-métrage : Rachel, la star aux pieds nus d’Hélène Magny et Pierre Mignault ;
- Court-métrage : Faire terre et mère de V. Bellefleur, I. Gomez-Martin, M.Huysmans, M.Rahimi, et F. Tanguay.

Jury : Marie-Andrée Corneille, François Milette et Gilles Tremblay.

## Palmarès 2024
Prix Agir pour l’égalité
- Lauréat : Perdue de Floriane Kaneza

Prix Droits de la personne
- Lauréat : Nome de Sana Na N’Hada

Prix Regards d’ici
Long métrage  
- Lauréat : La promesse d’Imane de Nadia Zouaoui

Prix Web et séries TV
- Lauréat : Capitales africaines – Lomé de Gbehi Jean Noël Bah
- Mention spéciale : Wish de Julien Dalle

Prix Animation
- Lauréat : La grotte sacrée de Cyrille Masso et Daniel Minlo

Prix Regards sur la relève
Long métrage  
- Lauréat : Le Blue Penny de Jon Rabaud
- Mention spéciale : Jigeen Ni, la voie des femmes de Adrien Cotonat

Prix du long métrage de fiction
- Lauréat : La plantation des planteurs de Eystein Young Dingha
- Mention spéciale : Nome de Sana Na N’Hada

## Les dates clefs
- 1985 : Premières Journées du cinéma africain.
- 1986 : Les Journées sont reprises dans d’autres villes canadiennes.
- 1987 : Création de la section Regard sur les télévisions africaines.
- 1988 : Colloque sur la participation du Canada au développement de l’industrie audiovisuelle africaine qui entraînera la création du Programme d’incitation à la coproduction Nord-Sud.
- 1989 : Colloque Images de Femmes qui a marqué le début d’une action de perfectionnement de réalisatrices africaines.
- 1991 : Le festival devient Les Journées du cinéma africain et créole.
- 1992 : Mise en place du Programme des Goûts et des Couleurs (Cinécole).
- 1993 : Vues d’Afrique fête l’été au Théâtre de Verdure du Parc Lafontaine.
- 1994 : Premier Rallye-Expos dans dix lieux d’expositions.
- 1995 : Prix du rapprochement interculturel par le Ministère de l’Immigration et des Communautés culturelles du Québec.
- 1997 : Choix de Montréal pour le siège du Conseil des Festivals Jumelés (Belgique, France, Afrique…).
- 1997-2003 PADIAVA (Programme d’appui au développement de l’industrie audiovisuelle africaine), programme de formation en scénarisation et en production en Afrique.
- 2004 : Spécial Burkina Faso. 20 ans de jumelage avec le FESPACO et le Festival d’Amiens. 10 ans de jumelage avec le Festival de Namur. Reprise de la Semaine de cinéma télévision Québec-Canada en Afrique. Nomination au grand prix du Conseil des arts de Montréal et prix de reconnaissance dans la catégorie cinéma.
- 2005 : Prix du Conseil des Arts de Montréal (catégorie cinéma).
- 2006-2008 Pro Séries, programme de formation en scénarisation et en production radiophonique en Afrique de l’ouest.
- 2007 Finaliste du prix de rapprochement interculturel (Ministère de l’Immigration et des Communautés culturelles du Québec).
- 2009 : 25e anniversaire et 25e édition de PanAfrica International.
- 2010 : L’édition 2010 du festival de cinéma PanAfrica International, se tient à Montréal du 15 au 25 avril. La coupe du monde de football a été l’occasion de donner une vitrine à la production sud-africaine.